# Allochernes elbursensis
Espèce
Allochernes elbursensis est une espèce de pseudoscorpions de la famille des Chernetidae.

## Distribution
Cette espèce est endémique de la province d'Alborz en Iran. Elle se rencontre vers Karadj dans l'Elbourz.

## Étymologie
Son nom d'espèce, composé de elburs et du suffixe latin -ensis, « qui vit dans, qui habite », lui a été donné en référence au lieu de sa découverte, l'Elbourz.

## Publication originale
- Beier, 1969 : Ein neuer Allochernes (Pseudoscorp.) vom Elbursgebirge. Beiträge zur Naturkundlichen Forschung in Südwestdeutschland, vol. 28, p. 121-122.